# Allotraeus baibaranus
Allotraeus baibaranus är en skalbaggsart som beskrevs av Masaki Matsushita 1933. Allotraeus baibaranus ingår i släktet Allotraeus och familjen långhorningar.
Artens utbredningsområde är Taiwan. Inga underarter finns listade i Catalogue of Life.